# Пайн-Маунтен (округ Гарріс, Джорджія)
Пайн-Маунтен (англ. Pine Mountain) — місто (англ. town) в США, в округах Гарріс і Мерівезер штату Джорджія. Населення — 1216 осіб (2020).

## Географія
Пайн-Маунтен розташований за координатами 32°51′7″ пн. ш. 84°51′6″ зх. д. / 32.85194° пн. ш. 84.85167° зх. д. (32.852005, -84.851631).  За даними Бюро перепису населення США в 2010 році місто мало площу 7,74 км², з яких 7,47 км² — суходіл та 0,27 км² — водойми.

## Демографія
Згідно з переписом 2010 року, у місті мешкали 1304 особи в 564 домогосподарствах у складі 360 родин. Густота населення становила 168 осіб/км².  Було 721 помешкання (93/км²).
Расовий склад населення:
| - 61,8 % — білих - 34,7 % — чорних або афроамериканців - 0,8 % — корінних американців - 0,8 % — азіатів |

До двох чи більше рас належало 1,1 %. Частка іспаномовних становила 3,0 % від усіх жителів.
За віковим діапазоном населення розподілялося таким чином: 23,0 % — особи молодші 18 років, 59,5 % — особи у віці 18—64 років, 17,5 % — особи у віці 65 років та старші. Медіана віку мешканця становила 39,9 року. На 100 осіб жіночої статі у місті припадало 85,5 чоловіків;  на 100 жінок у віці від 18 років та старших — 77,4 чоловіків також старших 18 років.
Середній дохід на одне домашнє господарство  становив 53 839 доларів США (медіана — 34 265), а середній дохід на одну сім'ю — 67 501 долар (медіана — 59 653). За межею бідності перебувало 29,7 % осіб, у тому числі 41,2 % дітей у віці до 18 років та 17,1 % осіб у віці 65 років та старших.
Цивільне працевлаштоване населення становило 603 особи. Основні галузі зайнятості: мистецтво, розваги та відпочинок — 23,5 %, виробництво — 22,2 %, освіта, охорона здоров'я та соціальна допомога — 21,6 %.